# His First Performance
His First Performance è un cortometraggio muto del 1913 diretto da Charles H. France. Prodotto dalla Edison su un soggetto di Milton Nobles, il film aveva come interpreti Edward Boulden, Edward O'Connor, Jessie Stevens, Carlton S. King, Mrs. C.J. Williams.

## Trama
Tommy Mcguire, protagonista di una dramma western che sarà dato nella città di Centretown, invita a teatro i suoi genitori, tutti orgogliosi di poter vedere recitare il figlio. Red Barlow, the Terror of the Gulch (è questo il titolo del dramma) è una storia a tinte fosche e dai colori forti: i due agricoltori, seduti nelle loro sedie, seguono con ansia lo spettacolo. Il cattivo Red Barlow ce l'ha con un povero allevatore e gli lascia davanti a casa un barile pieno di polvere da sparo con la miccia accesa. Nonostante gli appelli dei genitori che gli lanciano degli avvertimenti, Tommy - nei panni di Reginald Fortescue - entra tranquillamente e usa la miccia per accendersi una sigaretta. Poi prende il barile ed esce mentre due uscieri riescono a bloccare parzialmente i due Mcguire sempre più agitati. Intanto, sul palcoscenico, la moglie di Reginald lo segue con un (apparente) bambino in braccio. Senza alcun motivo, la donna a un certo punto sviene. Barlow e il suo complice indiano tentano di rapirla ma interviene Reginald che li ferma. Mentre è inginocchiato con la donna incosciente tra le braccia, alle sue spalle Barlow tira fuori un lungo coltello strisciando poi silenziosamente verso di lui. Apparentemente sembra che per Reginald non ci sia più niente da fare quando un selvaggio urlo irlandese prorompe dalla bocca di Mcguire padre che si precipita sul palco appena in tempo per salvare la propria prole. Con un colpo stende Red Barlow, con un altro il perfido indiano, mentre con un terzo, dato per il troppo entusiasmo, stende pure suo figlio.

## Produzione
Il film fu prodotto dalla Edison Company.

## Distribuzione
Distribuito dalla General Film Company, il film - un cortometraggio di 200 metri - uscì nelle sale cinematografiche degli Stati Uniti il 22 ottobre 1913. Nelle proiezioni, veniva programmato con il sistema dello split reel, accorpato in un'unica bobina con un altro cortometraggio prodotto dalla Edison, il documentario Jaffa, the Seaport of Jerusalem, and Its Orange Industry.